# رايلا أودينجا

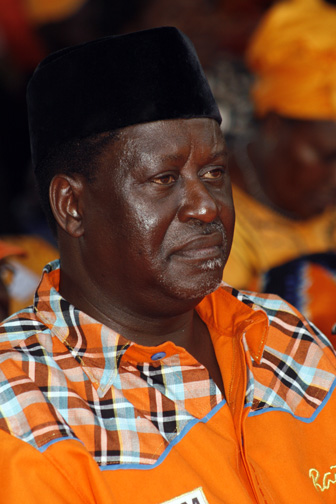
رايلا أودينجا

رايلا أودينجا (بالإنجليزية: Raila Amolo Odinga) (7 يناير 1945 -)، رئيس وزراء كينيا. ولد في ماسينو. وصل إلى رئاسة الوزراء في أبريل 2008 رغم أنه خسر الانتخابات الرئاسية كمرشح في 2007 أمام مواي كيباكي إلا أن الأخير كلفه تشكيل الحكومة.
وأودينجا هو ابن جاراموغي أودينغا وماري أودينغا. تزوج بيتي أودينغا ورزق من ثلاثة أطفال.

## روابط خارجية
- رايلا أودينجا على موقع الموسوعة البريطانية (الإنجليزية)
- رايلا أودينجا على موقع مونزينجر (الألمانية)
- رايلا أودينجا على موقع إن إن دي بي (الإنجليزية)